# Ньянг, Папа
Папа Ньянг (фр. Papa Niang; 5 декабря 1988, Матам) — сенегальский футболист, нападающий.

## Карьера
Игровая карьера Ньянга началась в финском клубе «Оулун Палло», выступавшем в четвёртом дивизионе. В Юккёнене — втором по силе дивизионе Финляндии — провёл 7 игр в составе «Оулу». Следующие 4 сезона провёл в высшем дивизионе Финляндии — Вейккауслиге в составе «Яро» из Якобстада.
В 2013 году играл за клуб «Восток» из Усть-Каменогорска, выступавший в казахстанской Премьер-лиге.
Папа Ньянг — младший брат сенегальского нападающего Мамаду Ньянга.